# Coming from the Sky
Coming from the Sky är det franska power metal-bandet Heavenlys debutalbum, utgivet i juli 2000 på T&T Records och i Japan på Victor.
Albumet producerades av Piet Sielck, sångare och gitarrist i tyska Iron Savior. Dåvarande medlemmar (däribland Kai Hansen) i det bandet bidrog musikaliskt till skivan.
Heavenly hade tidigare släppt såväl en demo som en promo-CD med samma namn som debutalbumet. Mellan de två hade man bytt gitarrist från Anthony Parker till Chris Savourey, och det var med honom som gruppen nu skivdebuterade.

## Låtlista
1. "Coming from the Sky" (instrumental) – 1:39
2. "Carry Your Heart" – 4:17
3. "Riding Through Hell" – 6:19
4. "Time Machine" – 7:04
5. "Number One" – 7:11
6. "Our Only Chance" – 6:59
7. "Fairytale" (instrumental) – 0:30
8. "My Turn Will Come" – 6:39
9. "Until I Die" – 6:09
10. "Million Ways" – 5:06

Bonusspår på japanska och digipakutgåvan
1. "Defender" – 5:03
2. "Promised Land" – 3:45

## Medverkande
Musiker
- Ben Sotto – sång, keyboard
- Chris Savourey – gitarr
- Laurent Jean – basgitarr
- Maxence Pilo – trummor

Bidragande musiker
- Kai Hansen – sång
- Piet Sielck – sång, bakgrundssång, gitarr
- Jan-Sören Eckert – bakgrundssång
- Thomas Nack – trummor

Produktion
- Piet Sielck – producent, inspelningstekniker, mixning
- Thomas Nack – inspelningstekniker
- Kristian Wåhlin – omslagskonst